# Orvalhadas
Orvalhadas é o título de uma obra em poesia do escritor português Adolfo Portela, publicada em 1895.